# Fosa de Tonga

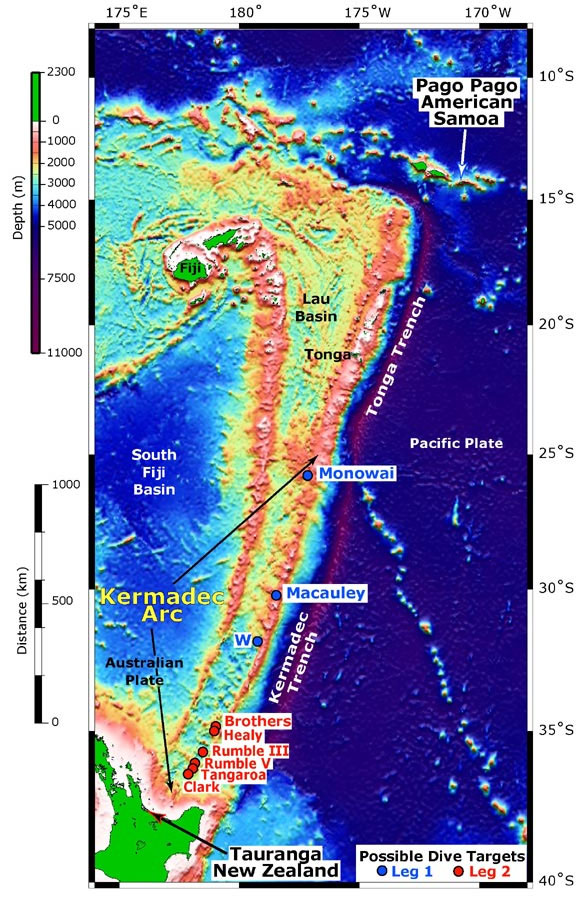
Ubicación de la fosa de Tonga-Kermadec frente a las costas de Nueva Zelanda.

La fosa de Tonga, también llamada fosa de las islas Tonga o fosa de Tonga-Kermadec es una fosa oceánica localizada en el océano Pacífico, frente a las costas de la isla Norte de Nueva Zelanda y al noroeste de las islas Kermadec, en el extremo norte de una zona de subducción activa de la placa del Pacífico. Su profundidad máxima es de 10.882 metros, denominada «Horizonte Profundo».
La convergencia se está produciendo a un ritmo estimado de aproximadamente 15 centímetros por año, sin embargo, las recientes mediciones de posicionamiento global por satélite indican en los lugares de una convergencia de 24 centímetros por año en todo el norte de la fosa de Tonga, que es la velocidad más rápida en el planeta.[cita requerida]
Estas fosas oceánicas son sitios importantes para la formación de lo que será la corteza continental y para el reciclaje de materiales en el manto. 